# Пюрика (озеро)
Пюрика — озеро на территории Лендерского сельского поселения Муезерского района Республики Карелия.

## Общие сведения
Площадь озера — 2,7 км², площадь бассейна — 392 км². Располагается на высоте 177,1 метров над уровнем моря.
Форма озера слегка продолговатая, вытянуто с северо-запада на юго-восток. Берега озера каменисто-песчаные, возвышенные.
С северо-западной стороны впадает река Аймо и там же, рядом с Аймо, вытекает река Пюрика.
Населённые пункты возле озера отсутствуют.
Код водного объекта в государственном водном реестре — 01050000111102000010861.